# Абсолвентът
Абсолвентът (на английски: The Graduate) е американски игрален филм – психологическа драма, излязъл на екрана през 1967 г. Кинолентата засяга теми като бунта на младото поколение през 60-те, сексуалната революция и несигурността в бъдещето. Филмът изиграва ролята на трамплин за кариерата на Дъстин Хофман и затвърждава позицията на режисьора Майк Никълс, който получава „Оскар“ за режисура. Сценарият е базиран на новелата „Абсолвентът“ на Чарлс Уеб, който я написва малко след собственото си дипломиране от колежа Уилямс.
Завършилият колеж Бенджамин Брадок (Хофман) започва объркваща афера с г-жа Робинсън (Ан Банкрофт) – съпруга на бизнес партньор на баща му. Нещата за него се усложняват още повече, когато се влюбва в дъщерята на семейство Робинсън – Илейн (Катрин Рос).
„Абсолвентът“ е сред основните заглавия на 40-ата церемония по връчване на наградите „Оскар“, където е номиниран за отличието в 7 категории, включително за най-добър филм. Статуетка печели само Майк Никълс. Произведението печели множество награди „Златен глобус“, сред които за най-добра комедия, най-добър режисьор и най-добра актриса за изпълнението на Ан Банкрофт.
Музиката към филма става популярна, най-вече песента на Пол Саймън – „Мисис Робинсън“. През 1996 година „Абсолвентът“ е обявен за национално културно богатство на САЩ. Списание Empire поставя филма сред първите 100 в класацията си „500 най-велики филма за всички времена“.

## Сюжет
Внимание:  Текстът по-долу разкрива сюжета на произведението (или части от него)!
Бенджамин Брадок е объркан и неуверен 21-годишен младеж от заможно семейство. Току-що е завършил висшето си образование в западен колеж с отличен успех и очакванията на родителите към него са големи. Той обаче вижда бъдещето си несигурно, особено когато не желае да има нищо общо с пътя на търговски бизнес, следван от родителите му и техните приятели.
Бен се завръща в родния си дом в Лос Анджелис, където му е устроено парти по случай „завръщането му в къщи“. Посрещнат е от родители и близки, които го разпитват за бъдещите му планове и дават съвети какво да прави оттук нататък. На събирането присъстват бизнес партньорът на баща му (Уилям Дениълс) г-н Робинсън (Мъри Хамилтън) и съпругата му – красивата и сексапилна г-жа Робинсън. Скучаещата жена моли Бен да я закара вкъщи. Там тя се опитва да съблазни неопитния младеж. Нейната настойчивост в крайна сметка слага началото на любовна афера между двамата, която младежът се опитва да прикрие от всички. Любовниците започват да се срещат редовно в една хотелска стая. Сексуалната връзка обаче още повече обърква младия мъж. Нападателната г-жа Робинсън иска само секс, докато Бен търси близост.
Още докато трае връзката им, от Бъркли, където учи, се завръща Илейн – дъщерята на семейство Робинсън. Бенджамин е предупреден изрично от г-жа Робинсън да седи настрани от момичето. Баща му обаче го подтиква да изведе Илейн на среща. Между двамата млади постепенно се пораждат близки чувства, прерастващи в любов. Това събужда ревност у майката и тя казва на дъщеря си, че Бенджамин я е изнасилил. Младото момиче е отвратено от Бен и решава да се върне в Бъркли, за да продължи образованието си. По-нататък дъщерята научава истинската история между майка си и нейния възлюбен.
Г-н Робинсън, вече узнал за изневярата на съпругата си, се опитва да научи цялата истина. След спречкване с Бен г-н Робинсън ускорява заплануваната сватба между Илейн и Карл Смит (Браян Ейвъри) – богато момче, учещо хирургия. Бенджамин, след отчаяно търсене, обаче прекъсва сватбата, въпреки че младоженците вече са се заклели във вярност пред свещеника. Пред смаяните гости Бен отвлича младоженката и я отвежда със себе си.

## В ролите
| Актьор          | Роля                           |
| --------------- | ------------------------------ |
| Дъстин Хофман   | Бенджамин Брадок – абсолвентът |
| Ан Банкрофт     | Мисис Робинсън                 |
| Катрин Рос      | Илейн Робинсън                 |
| Уилям Дениълс   | Мистър Брадок                  |
| Мъри Хамилтън   | Мистър Робинсън                |
| Елизабет Уилсън | Мисис Брадок                   |
| Бък Хенри       | Рецепционист                   |
| Браян Ейвъри    | Карл Смит                      |
| Норман Фел      | Мистър МакКлиъри               |

## Създаване и производство

### Намиране на продуценти и режисьори
На 30 октомври 1963 г. продуцента Уорънс Търман попада на рецензия в „Ню Йорк Таймс“ на критика Орвил Прескот относно първия роман на Чарлз Уеб „Абсолвентът“. Прескот критикува творбата заради недостоверността ѝ. Търман обаче харесва недодялания характер на главния персонаж – Бенджамин Брадок, в който вижда прилика със себе си. 36-годишният продуцент описва себе си като аутсайдер (въпреки няколкото филма зад гърба си) и решава да откупи правата за филмирането на книгата със собствени средства. Това му струва само $ 1000, понеже никой не наддава за неизвестния роман.
Търман се обръща към друг аутсайдер на киноиндустрията – бродуейския режисьор Майк Никълс. По това време Никълс успешно режисира Робърт Редфорд и Елизабет Ашли в пиесата на Нийл Саймън „Боса в парка“ и е познат на публиката от комедийния дует „Никълс и Мей“. Младият продуцент харесва острия и социално ангажиран хумор на бродуейския режисьор. Двамата се срещат в Ню Йорк, за да обсъдят идеята. Търман признава, че няма никакви пари, нито студио. Предлага на Никълс да направят проект заедно и да делят след това печалбата 50/50.
Следващите близо две години Търман получава откази от всяко голямо студио. Никой не намира книгата на Уеб за смешна, а името на Майк Никълс не говори на нищо на големите продуценти. С времето обаче известността на бродуейския режисьор расте. Той прави още няколко хита на театралната сцена, след които е избран от Елизабет Тейлър да я режисира във филмовата версия на „Кой се страхува от Вирджиния Улф?“ – една от най-скандалните бродуейски пиеси. Филмът се превръща в един от най-противоречивите хитове на 1966 г. и Тейлър печели втора награда „Оскар“ за изпълнението си.
Джоузеф Е. Ливайн е познат със своята мощна рекламна кампания, която и от нискокачествен филм прави световен хит, печелещ много пари. Компанията му се казва „Емабаси Пикчърс“ и от нея са излезли няколко филмови хита. Търман се добира до успешния бизнесмен и въпреки че Ливайн не докосва книгата, той е впечатлен от Майк Никълс. Търман дава дума на мастития продуцент, че може да направи филм за милион долара. Джоузеф Е. Ливайн се съгласява.

### Създаване на сценария
Февруари 1965 г., една година след откупуване правата за книгата, Търман наема Калдър Уилингъм – писател, познат с острия си, стигащ често до сексуални откровения, хумор. Той открито не харесва романа и започва работа над него под предлог, че ако не хареса версията му, ще наемат друг човек, стига да не е Чарлз Уеб.
Крайния продукт на Уилингъм е вулгарен сценарий, включващ дори няколко секс сцени: както между мъж и жена, така и хомосексуални. Продуктът не се харесва на Търман и Никълс. Последният предлага да наемат един млад комик и редактор, Бък Хенри, който да внесе по-светъл тон в киноисторията.
Хенри, който не се е занимавал като сценарист преди, е впечатлен от историята и книгата. По това време той работи в телевизионния сериал „Мисли умно“, а през нощта пише сценария за „Абсолвентът“. Негова е заслугата за хапливия хумор в лентата. Хенри измисля една от най-запомнящите се и забавни сцени във филма, а именно сцената, в която г-н Макгиъри споделя целия си бизнес опит с Бенджамин с една дума: „пластмаса“.
Никълс е далеч по-доволен от варианта на Хенри. Едва щом Бък завършва адаптацията, разбира, че съществува и друг сценарий. Той е споменат във финалните надписи заедно с Уилънгъм. Младият сценарист обаче не обръща внимание, тъй като му е платено за труда.

### Избиране на актьорския състав
Още преди Търман да наеме Никълс, той прави списък с актьори, подходящи да изиграят главния персонаж Бенджамин Брадок. Чарлз Уеб е русокос, строен – типичен представител на белите англосаксонски протестанти (W.A.S.P.) Според Бък Хенри Бен е южен тип и изглежда точно по този начин.
Никълс споделя, че за ролята на Брадок интервюира стотици, дори хиляди кандидати. Обсъжда ролята с приятеля си Робърт Редфорд, който настоява, че може да я изиграе, но за Никълс бъдещият сексимвол не е подходящ за типа „загубеняк“. Много хора обаче смятат, че точно Редфорд е точния човек за този персонаж-загубеняк. Включително и младият театрален актьор Дъстин Хофман, който е постигнал първия си успех със спечелването на наградата „Оби“. Хофман е еврейско момче, почти навлязло в 30-те, и смята, че е далеч от образа на калифорниец, току-що завършил висшето си образование. Никълс обаче настоява по телефона, след като младият актьор прочита книгата, че Бен може да е евреин някъде дълбоко вътре в себе си.
По това време Дъстин Хофман играе в извънбродуейската постановка „Ех?“. Взима си три дена почивка и отлита за Лос Анджелес, за да бъде прослушан за ролята. Спомня си, че преди самото прослушване е бил страшно притеснен. Цяла нощ е прекарал на летището, наизустявайки репликите. На другата сутрин се среща с Майк Никълс, който се опитва да го успокои.
С режисьора има и друг кандидат за прослушване – Катерин Рос. Тя е калифорнийка на 24 години, направила своя дебют в киното през 1965 г. Френската актриса Симон Синьорет е препоръчала младата актриса на Никълс. Външния вид на Рос още повече притеснява дребното и кестеняво еврейско момче. Хофман смята, че ще изглежда нелепо на екрана до толкова красива жена.
И двамата актьори са притеснени на прослушването. То отнема няколко часа, които Дъстин Хофман едва изтрайва, нетърпелив да се прибере в Ню Йорк. След известно време младият актьор се обажда на Никълс, накаран от агента си, за да разбере дали е одобрен за ролята. Режисьорът, след дълга пауза, казва думите, които завинаги променят кариерата на неизвестния театрален изпълнител: „Ами, получаваш ролята“.

## Популярност
Предимно широкият интерес на младата публика осигурява на филма огромна популярност. Някои го считат дори за началото на нова кино ера в Холивуд. Финалната сцена, в която Бен и Илейн бягат от сватбата, е една от най-запомнящите се в кино историята. Филмът е символ на младежкия бунт срещу фалшивите морални норми на американското общество (в частност богатата прослойка) – тема, актуална през 60-те години за младите кръгове в САЩ.
В полската кино енциклопедия „Video ’90“ (излязла на българския пазар под заглавието „Енциклопедия за кино, видео и телевизионни филми“) филмът е оценен с четири звезди, което го класифицира като „толкова добър или известен, че е задължително да го гледате“. 

### Музика
В духа на 60-те саундтракът на филма бележи участието няколко песни на известния фолк рок дует Саймън и Гарфънкъл: Mrs. Robinson, The Sound of Silence и Scarborough Fair.

### Видео, DVD и Blu-ray
Дивиди изданието излиза 19 юни 2001 г.

## Награди и номинации
Награди на Американската Филмова Академия „Оскар“
- Награда за най-добър режисьор за Майк Никълс

- Номинация за най-добър филм
- Номинация за най-добър актьор в главна роля за Дъстин Хофман
- Номинация за най-добра актриса в главна роля за Ан Банкрофт
- Номинация за най-добра актриса в поддържаща роля за Катрин Рос
- Номинация за кинематография за Робърт Съртийс
- Номинация за най-добър адаптиран сценарий за Калдър Уилингъм и Бък Хенри

Награди „Златен глобус“
- Награда за най-добър филм
- Награда за най-добър режисьор за Майк Никълс
- Награда за най-добра актриса в главна роля за Ан Банкрофт

- Номинация за най-добър актьор в главна роля за Дъстин Хофман
- Номинация за най-добър адаптиран сценарий за Калдър Уилингъм и Бък Хенри

Музикални награди „Грами“
- Награда за филмова музика за Дейв Грусин и Пол Саймън